# العلاقات التنزانية الموريشيوسية
العلاقات التنزانية الموريشيوسية هي العلاقات الثنائية التي تجمع بين تنزانيا وموريشيوس.

## مقارنة بين البلدين
هذه مقارنة عامة ومرجعية للدولتين:
| وجه المقارنة                                              | تنزانيا                        | موريشيوس                 |
| --------------------------------------------------------- | ------------------------------ | ------------------------ |
| المساحة (كم2)                                             | 947.30 ألف                     | 2.04 ألف                 |
| عدد السكان (نسمة)                                         | 57.31 مليون                    | 1.26 مليون               |
| الكثافة السكانية (ن./كم²)                                 | 60.5                           | 617.65                   |
| العاصمة                                                   | دودوما                         | بورت لويس                |
| اللغة الرسمية                                             | اللغة السواحلية، لغة إنجليزية  | لغة إنجليزية، لغة فرنسية |
| العملة                                                    | شيلينغ تانزاني                 | روبي موريشي              |
| الناتج المحلي الإجمالي (بليون دولار)                      | 52.09 مليار                    | 13.34 مليار              |
| الناتج المحلي الإجمالي (تعادل القوة الشرائية) بليون دولار | 138.73 مليار                   | 25.36 مليار              |
| الناتج المحلي الإجمالي الاسمي للفرد دولار أمريكي          | 878                            | 9.25 ألف                 |
| الناتج المحلي الإجمالي للفرد دولار أمريكي                 | 2.54 ألف                       | 18.59 ألف                |
| مؤشر التنمية البشرية                                      | 0.521                          | 0.777                    |
| رمز المكالمات الدولي                                      | +255                           | +230                     |
| رمز الإنترنت                                              | .tz                            | .mu                      |
| المنطقة الزمنية                                           | ت ع م+03:00، توقيت شرق أفريقيا | ت ع م+04:00              |

## منظمات دولية مشتركة
يشترك البلدان في عضوية مجموعة من المنظمات الدولية، منها:
| علم المنظمة | اسم المنظمة                                 | تاريخ انضمام تنزانيا | تاريخ انضمام موريشيوس |
| ----------- | ------------------------------------------- | -------------------- | --------------------- |
|             | وكالة ضمان الاستثمار متعدد الأطراف          | 19 يونيو 1992        | 28 ديسمبر 1990        |
|             | الأمم المتحدة                               | 14 ديسمبر 1961       | 24 أبريل 1968         |
|             | دول الكومنولث                               | 9 ديسمبر 1961        | ?                     |
|             | منظمة حظر الأسلحة الكيميائية                | ?                    | ?                     |
|             | منظمة التجارة العالمية                      | 1995                 | ?                     |
|             | منظمة الشرطة الجنائية الدولية               | ?                    | ?                     |
|             | الاتحاد الأفريقي                            | 16 يناير 1964        | ?                     |
|             | البنك الإفريقي للتنمية                      | ?                    | ?                     |
|             | مؤسسة التنمية الدولية                       | 6 نوفمبر 1962        | 23 سبتمبر 1968        |
|             | يونسكو                                      | 6 مارس 1962          | 25 أكتوبر 1968        |
|             | مجموعة دول أفريقيا والكاريبي والمحيط الهادئ | ?                    | ?                     |
|             | مجموعة التنمية لأفريقيا الجنوبية            | ?                    | ?                     |
|             | الاتحاد البريدي العالمي                     | ?                    | ?                     |
|             | البنك الدولي للإنشاء والتعمير               | 10 سبتمبر 1962       | 23 سبتمبر 1968        |
|             | الاتحاد الدولي للاتصالات                    | 31 أكتوبر 1962       | 30 أغسطس 1969         |
|             | مؤسسة التمويل الدولية                       | 10 سبتمبر 1962       | 23 سبتمبر 1968        |
|             | المركز الدولي لتسوية المنازعات الاستشارية   | 17 يونيو 1992        | 2 يوليو 1969          |

## وصلات خارجية
- موقع وزارة الخارجية التنزانية